# Haplochromis bicolor
Haplochromis bicolor és una espècie de peix d'aigua dolça de la família dels cíclids i de l'ordre dels perciformes.

## Morfologia
Els mascles poden assolir els 15 cm de longitud total.

## Alimentació
Menja principalment caragols i larves d'insectes, així com detritus i fitoplàncton.

## Hàbitat
Viu en zones de clima tropical fins als 12 m de fondària.

## Distribució geogràfica
Es troba a Àfrica: llac Victòria.

## Estat de conservació
La introducció de depredadors, com ara Lates niloticus, i la sobrepesca semblen ésser els responsables de la pràctica desaparició d'aquesta espècie en els darrers anys.